# Stu Hacohen
Stu Hacohen (* 1929; † 13. August 2006) war ein aus Bulgarien stammender, israelischer Jazzmusiker (Akkordeon, Piano, Saxophon, Bass), Arrangeur, Komponist und Musikpädagoge.

## Leben und Wirken
Hacohen stammte aus Bulgarien und emigrierte 1949 nach Israel. Er lebte in Tel Aviv, spielte zunächst Akkordeon, lernte aber bald auch Piano, Saxophon und Kontrabass zu spielen, um mit verschiedenen Jazzbands in Hotels aufzutreten. Anfang der 1950er Jahre gehörte er der Band von Maurice „Pisi“ Osherowitz an, die im Dan Hotel in Tel Aviv spielte. Er galt als einer der ersten Musiker Israeels, die reinen Jazz spielten; außerdem lieferte er Arrangements für das Konzertprogramm Ein Ahavot Smechot, das auch Adaptationen von Georges-Brassens-Songs umfasste. Hacohen nahm in den 1950er Jahren auch ein erstes Album unter eigenem Namen auf; ein weiteres entstand 1969 mit seiner Frau Rimona Francis, die hierzu Vocalese-Gesang beisteuerte; Hocohen schrieb dazu Jazz-Arrangements von populären hebräischen Songs wie „Shibbolet Basadeh“. Spätere Alben des Paars (wie Badabada) verbanden Balkan-Rhythmen und Jazz, wie ein 1977 für MPS eingespieltes Album. Anfang der 1970er Jahre verließen Hacohen und seine Frau Israel und lebten bis Ende der 1980er Jahre in den Vereinigten Staaten. Dort unterrichtete er und arrangierte für eine Big Band. Nach seiner Rückkehr nach Israel war er vorwiegend als Musikpädagoge tätig; zu seinen Schülern gehörte u. a. Lior Kuperberg und Eli Degibri.
Sein Sohn ist der Musiker Amir Hacohen, der unter dem Pseudonym „Infinity Lounge“ arbeitet.